# 呂光
涼懿武帝呂光（338年—399年），字世明，天水郡古县（今甘肃省天水市）人，氐族，前秦太尉呂婆樓之子。十六國時期後涼建立者。呂光初為前秦將領，屢立戰功，前秦天王苻堅就派他使持节、都督西出兵西域。呂光降服西域，但當時前秦因淝水之戰戰敗而发生内乱，前后分别有后燕、西燕、西秦、后秦纷纷建国。前秦太安元年（公元385年）吕光从西域率军回軍時击溃凉州刺史梁熙进入姑臧，自封为凉州刺史及护羌校尉。后来又击败了前凉末代君主张天锡之子张大豫、前秦长水校尉王穆与秃发鲜卑的联盟，遂在當地建立后凉政權，年号太安。十年后因病重，立太子吕绍为天王，自号太上皇帝。399年病逝。

## 生平

### 早年
吕光生于略阳（今甘肃天水东部），祖先叫吕文和，在汉文帝统治时期为避难而迁居，此后各代都是当地的权贵阶层。父亲吕婆楼是前秦天王苻坚属下，官至太尉。吕光在小时候即在与同龄人玩耍时展示出非凡的谋略能力。长大后身材魁梧，宽宏大量且喜怒不形于色。后来被王猛以贤良推荐给苻坚。于是苻堅任命呂光為美陽令，任內呂光得當地人民愛戴信服。后来升任鷹揚將軍，后来又随苻坚攻打后赵，于铜壁之战中声名大振。

### 屢建功勳
建元四年（368年），呂光與王鑒等因應楊成世討伐於上邽（今甘肅天水市清水县）叛變的苻雙失敗而率軍再行討伐，王鑒到後打算與苻雙前鋒苟興速戰速決，但呂光慮及對方因剛獲勝而士氣高漲，建議謹慎待敵，讓其糧盡退兵時就是進攻的時機。二十日後苟興退兵，王鑒追擊並擊敗苟興，隨後又大敗苻雙，終攻下上邽，斬殺苻雙。建元六年（370年），呂光隨軍攻滅前燕，獲封都亭侯。後苻重出鎮洛陽（今河南洛陽巿），呂光擔任其長史。苻重於建元十四年（378年）謀反，苻堅以呂光忠誠正直，不會與苻重連謀，於是下令呂光收捕苻重，呂光聽命並以檻車押送苻重回長安。後呂光遷太子右率，頗受敬重。次年呂光又以破虜將軍身份率兵擊敗進攻成都（今四川成都）的李烏，遷步兵校尉。建元十六年（380年）呂光又奉命與左將軍竇衝共領四萬兵討伐叛亂的苻重，又將其生擒，戰後獲授驍騎將軍。

### 威震西域
前秦十八年（382年），呂光受命征討西域，以使持節都督西討諸軍事身份率領姜飛等將領、七萬兵及五千鐵騎出發。呂光越過三百多里長的沙漠到達西域，降服焉耆等西域各國，又擊破唯一拒守的龜茲，威震西域。苻堅知呂光征服西域，即任命其為使持節、散騎常侍、都督玉門以西諸軍事、安西將軍、西域校尉，封順鄉侯，但因前秦於淝水之戰後國內大亂而道路不通，未能傳達。呂光本來想要留在龜茲，但是受到名僧鳩摩羅什勸阻，而且部眾們也想回到中原，遂回師。

### 佔據涼州
太安元年（385年），呂光軍抵宜禾（今新疆安西南），高昌太守楊翰告訴涼州刺史梁熙，稱呂光還軍必定別有所圖，建議關閉天險要道，拒之於外，但梁熙沒有聽從。呂光最初知道楊翰的計劃時曾打算不再前進，但在杜進勸告下還是繼續，楊翰即在呂光到達高昌時向呂光請降。梁熙在呂光到遠玉門時傳檄指責呂光擅自班師，又派其子梁胤等率軍五萬往酒泉阻擊呂光。呂光也傳檄指責梁熙沒有為前秦赴國難的忠誠，還阻攔歸國軍隊，並派了姜飛等為前鋒進攻梁胤。姜飛等在安彌大破梁胤並生擒他，於是周邊外族都紛紛依附呂光，武威太守彭濟更將梁熙抓起來叛歸呂光。呂光殺死梁熙，入主姑臧，自領涼州刺史、護羌校尉。
386年，呂光收到苻堅死訊，改元太安，並自稱使持節、侍中、中外大都督、督隴右河西諸軍事、大將軍、涼州牧、酒泉公。呂光入主涼州時，因尉祐與彭濟共謀抓住梁熙的功勞而寵任他，但呂光卻在尉祐中傷下殺了姚皓、尹景等十多個名士，人心見離。當時國內米價也高漲至一斗五百，饑荒中更發生人吃人事件，死了很多人。呂光與群僚在飲宴中談及為政時用嚴峻刑法的問題，在參軍段業勸言下終下令自省並行寬簡之政。

### 屢見變亂
呂光於太安二年（387年）殺了進逼姑臧的張大豫，但王穆尚據酒泉；西平太守康寧也叛變，阻兵據守，呂光試圖討伐但都不果。及後連呂光部將徐炅及張掖太守彭晃都謀叛，並聯結了王穆及康寧。呂光力排眾議親率三萬兵速攻彭晃，二十日後攻破張掖，殺了彭晃。不久，呂光乘王穆進攻其將索嘏的機會率二萬兵襲破酒泉，王穆率兵東返但部眾在途中就潰散，王穆隻身逃走但為騂馬令郭文所殺。
389年，呂光稱三河王，改元麟嘉。396年六月又改稱天王，國號大涼，改元龍飛。呂光曾先後多次進攻西秦，其中呂光弟呂延於龍飛二年（397年）的進攻中兵敗被殺。呂光聽信讒言，怪罪從軍的尚書沮渠羅仇及三河太守沮渠麴粥，並殺二人。二人歸葬時，因諸部聯姻而共計有萬多人參與葬禮，羅仇之侄沮渠蒙遜遂反，蒙遜堂兄沮渠男成舉兵響應，並推建康太守段業為主，建北涼與後涼對抗，呂光曾派呂纂討伐，但最終無法消滅北涼。
同年，善於天文術數的太常郭黁與僕射王詳認為呂光年老、太子闇弱而呂纂等凶悍，料定呂光死後必會有禍亂，並禍及自己，故圖謀攻奪姑臧東西苑城，推王乞基為主。不過王詳因事泄而被殺，郭黁遂據東苑叛變，當時民間還有很多人支持郭黁。呂光召呂纂回兵討伐郭黁，呂纂遂屢破郭黁，令其於龍飛三年（398年）出走西秦，平定亂事。
龍飛四年（399年），呂光病重，立太子呂紹為天王，自號太上天王。呂光又讓呂纂及呂弘分任太尉及司徒，告誡呂紹要倚重二人，放權讓他們處理軍政大事才能保國家安穩；另也對呂纂及呂弘說二人要與天王呂紹同心合力才能保全國家，否則禍亂必會來。呂光於不久去世，享年六十三歲，諡懿武皇帝，廟號太祖。

## 性格特徵
- 呂光年輕時已展現其軍事能力，十歲時與其他小童一起玩耍時就創制戰爭陣法，於是同年的人都推其為主，而呂光處事平允，更令眾小童佩服。呂光也不喜歡讀書，只好打獵。
- 呂光高八尺四寸，雙目重瞳，為人沈著堅毅，凝重且寛大有度量，喜怒不形於色，故王猛賞識他，稱：「此非常人。」

## 逸事
- 呂光出生於枋頭（今河南浚縣西南），當夜有神光，全家覺得奇怪，遂以光为名。
- 呂光左肘有一肉印，據說在一次戰爭中肉印隱約顯出「巨霸」兩字。[12]

## 家庭

### 妻
- 石皇后，呂光出征西域時留在前秦，前秦內亂時走到仇池，後到涼州。呂光稱三河王時立其為后。

### 子
- 太原公吕纂，呂光庶長子，后發動政變登位，灵帝
- 常山公吕弘，399年改番禾公，400年被吕纂处死
- 隐王吕绍
- 陇西公呂緯，401年被吕超处死
- 呂覆，都督玉門諸軍事、西域大都护

## 延伸阅读
[在维基数据编辑]
 《晉書·卷122》，出自房玄齡《晉書》
 《魏書·卷95》，出自魏收《魏书》